# Doukkala-Abda
Doukkala-Abda (arabisch دكالة عبدة) war bis zur Verwaltungsreform von 2015 eine der 16 Regionen Marokkos und lag im Westen des Königreichs. Im gesamten Gebiet von Doukkala-Abda lebten 1.984.039 Menschen (Stand 2004) auf einer Fläche von insgesamt 13.285 km². Die Hauptstadt der Region war Safi.
Die Region bestand aus folgenden Provinzen:
- El Jadida
- Safi
- Youssoufia
- Sidi Bennour

Seit 2015 gehören die Provinzen El Jadida und Sidi Bennour zur Region Casablanca-Settat und die Provinzen Safi und Youssoufia zur Region Marrakesch-Safi.